# HMS Visborg (A265)
HMS Visborg (A265) oprindelig M03 var en af de Svenska marinen minelægger men blev bygget i 1998.  Indtil 2010 tjente Visborg som den fjerde marinehjælpeskibe flotille.